# Ferran Olivella
Ferran Olivella (ur. 22 czerwca 1936 w Barcelonie, zm. 14 maja 2023) – piłkarz hiszpański, grający na pozycji pomocnika.
W swojej karierze grał wyłącznie w barwach FC Barcelona. W latach 1956 – 1969 wystąpił łącznie w 513 spotkaniach. Uważany za podstawę defensywy klubu tamtych lat. 

## Tytuły
- 2. miejsce w lidze 1958-1959, 1959-1960.
- 4 Copa del Generalísimo: 1957, 1959, 1963, 1968.
- 1 Mistrzostwo Europy 1964 z Hiszpanią